# Peter Harboe Frimann

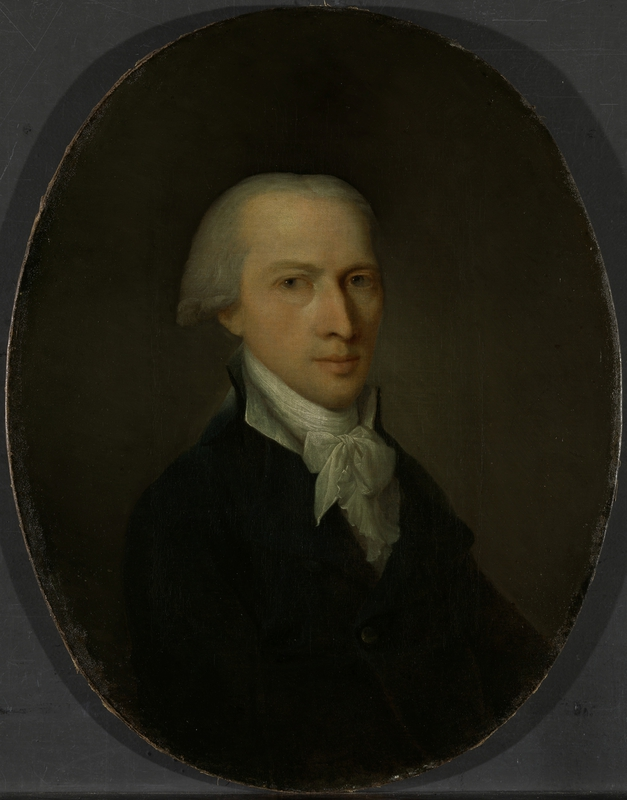
Peter Harboe Frimann, porträtterad av Christian August Lorentzen.

Peter Harboe Frimann, född den 19 november 1752 i Selje, Nordfjord, död den 21 september 1839 i Köpenhamn, var en norsk skald. Han var yngre bror till Claus Frimann.
Frimann skrev en dikt, S:t Synneves Kloster paa Sellöe (1777), vilken prisbelönades av Selskabet til de skønne og nyttige Videnskabers Forfremmelse, och tävlade sedermera med sin bror med skaldestycket Horneelen. Den äldre brodern vann segern, men den yngres dikt har sedermera alltid ansetts vara vida överlägsen. Frimann övergav därefter poesin och ägnade sig uteslutande åt ämbetsmannabanan. Efter freden i Kiel 1814 kvarstannade han i dansk tjänst.